# Macrobrachium rathbunae
Macrobrachium rathbunae is een garnalensoort uit de familie van de Palaemonidae. De wetenschappelijke naam van de soort is voor het eerst geldig gepubliceerd in 1950 door Holthuis.